# Manik Maraja
Manik Maraja is een bestuurslaag in het regentschap Simalungun van de provincie Noord-Sumatra, Indonesië. Manik Maraja telt 2556 inwoners (volkstelling 2010).